# محمد ناصر أحمد علي
محمد ناصر أحمد الحسني من مواليد 1 يناير 1950 وزير الدفاع اليمني وتوفي في يوم 6 يوليو 2025 السابق استمر في منصبة ل8 سنوات، أصبح في مرحلة ما بعد تنحي صالح من أكثر المقربين للرئيس الجديد عبد ربه منصور هادي حيث ينتمي الاثنان إلى محافظة أبين في الجنوب، كما يمثل محمد ناصر أحد الأعمدة الجنوبية الرئيسية في الجيش اليمني،

## المؤهل العلمي
ماجستير علوم عسكرية / قيادة وأركان من الإتحاد السوفيتي سابقاً.

## الوظائف
- رئيس الشئون الإدارية لواء 20 مشاة في الشطر الجنوبي سابقاً.
- نائب رئيس شعبة الإمداد والتموين بوزارة الدفاع في الشطر الجنوبي سابقاً.
- نائب مدير دائرة الإمداد والتموين بوزارة الدفاع الشطر الجنوبي سابقاً سنة 1975 م.
- مدير دائرة الإمداد والتموين بوزارة الدفاع الشطر الجنوبي سابقاً سنة 1983 م.
- نائب مدير دائرة الإمداد والتموين 1994 م.
- مدير دائرة الإمداد والتموين 1996 م.
- عين وزير الدفاع في حكومة باجمال 2006 في 2006/2/12 م حتى 2007/4/5 م.
- عين وزيراً للدفاع في حكومة علي مجور 2007 - 2011
- عين وزيراً للدفاع في حكومة باسندوة 2011/11/7 - 11/2014

## الأوسمة
وسام الوحدة 22 مايو، وسام الشجاعة، وسام الواجب، وسام الإخلاص،

## محاولة اغتياله
نجى من محاولة اغتيال يوم الأربعاء 28 سبتمبر 2011 م وقتل حارساه الشخصيان في مدينة عدن.
كما نجا بأعجوبة من محاولة اغتيال ثانية يوم الثلاثاء 11 سبتمبر 2012 وذلك بتفجير سيارة مفخخة استهدفت موكبه أثناء خروجه من مبنى الحكومة مما أدى إلى تدمير عدد من السيارات ومقتل 11 جنديا من مرافقيه
| المناصب السياسية        | المناصب السياسية                                      | المناصب السياسية   |
| ----------------------- | ----------------------------------------------------- | ------------------ |
| سبقه                    | وزير الدفاع اليمني (11) 7 ديسمبر 2011 - 1 نوفمبر 2014 | تبعه محمود الصبيحي |
| سبقه                    | وزير الدفاع اليمني (10) 5 أبريل 2007 - 1 ديسمبر 2011  | تبعه               |
| سبقه عبد الله علي عليوة | وزير الدفاع اليمني (9) 11 فبراير 2006 - 1 أبريل 2007  | تبعه               |